# らんま1/2 朱猫団的秘宝
『らんま1/2 朱猫団的秘宝』（らんまにぶんのいち あかねこだんてきひほう）は、スーパーファミコン用ソフト。1993年10月22日に発売された。

## 概要
『らんま1/2』初のロールプレイングゲーム。今回は朱猫団の秘宝でふざけた体質を消すために乱馬たちは旅立つ。アクション的要素はなくコマンド入力型のオーソドックスな作りとなっている。主人公の早乙女乱馬を始め特定のキャラクターは原作に基づいて、水、お湯を被ることで変身することができる。女風呂など、女らんまでないと入れない場所があるが、男らんまと女らんまでステータスに変化はない。

## 登場人物
- 早乙女乱馬

御馴染みの主人公。攻守素早さのバランスのとれたキャラ。あるイベントでは猫拳を発動し、驚異的な強さを見せる。
- 天道あかね

序盤は攻撃にも回れるが、レベルアップに従い回復や補助系の技を多く覚える。
- 響良牙

攻守に優れ体力も最も高いが、素早さが低い重量級の戦士キャラ。水をかぶるとPちゃんになり、Pちゃんの状態では多くの必殺技が使えない。
- シャンプー

良牙とは逆に素早さが高い反面、打たれ弱いキャラ。
- 早乙女玄馬

敵前大逆走など、乱馬が覚えない無差別格闘早乙女流の技を多く覚える。序盤で朱猫団に連れ去られ、敵になったり仲間になったりを繰り返す。
- ムース

最初は朱猫団に洗脳された状態で登場。のちに仲間になる。

## スタッフ
- ディレクター：賀川邦彦
- スーパーバイザー：井上季郎
- シナリオ・ライター：きさらぎしょう
- ゲーム・デザイナー：みとこうたろう
- メイン・プログラマー：富沢賢一
- バトル・プログラマー：瓦吹隆
- アシスタント・プログラマー：Ken Hayakawa、Akiyoshi Shinpo
- キャラクター・デザイナー：内藤剛
- グラフィック・デザイナー：鈴木勝晴、加藤美保、Kenji Horikoshi
- コンポーザー：岡本智郎
- サウンド・プログラマー：Miwako Kajitani、平野秀和
- アドバタイザー：新井聡、谷口清悟
- プロデューサー：盛武源、角田純一、竹野雅人、頼経康史
- ジェネラル・プロデューサー：菅沼孝夫、小林章

## 評価
ゲーム誌『ファミコン通信』の「クロスレビュー」では6・4・5・4の合計20点（満40点）、『ファミリーコンピュータMagazine』の読者投票による「ゲーム通信簿」での評価は以下の通りとなっており、21.1点（満30点）となっている。
| 項目 | キャラクタ | 音楽 | お買い得度 | 操作性 | 熱中度 | オリジナリティ | 総合 |
| 得点 | 4.1        | 3.4  | 3.3        | 3.4    | 3.7    | 3.3            | 21.1 |